# 波苏埃洛德塔瓦拉
波苏埃洛德塔瓦拉，是西班牙卡斯蒂利亚-莱昂萨莫拉省的一个市镇。 总面积25平方公里，总人口227人（2001年），人口密度9人/平方公里。